# Montijo (Portugal)
Montijo és un municipi portuguès, situat al districte de Setúbal, a la regió de Lisboa i a la subregió de Península de Setúbal. L'any 2008 tenia 41.432 habitants. La porció principal, on se situa el nucli urbà, és més petit i limita al nord i est amb Alcochete, al sud-est amb Palmela, al sud-oest amb Moita i al nord-oest amb Lisboa i Loures a través de l'estuari delTajo. La porció secundària, vora de 20 km a l'est, limita al nord-est amb Coruche, a l'est amb Montemor-o-Novo, al sud-est amb Vendas Novas, al sud-oest amb Palmela i al nord-oest amb Benavente. En 1930 s'anomenà Aldeia Galega do Ribatejo.

## Població
| Població del concelho de Montijo (1801 – 2008) | Població del concelho de Montijo (1801 – 2008) | Població del concelho de Montijo (1801 – 2008) | Població del concelho de Montijo (1801 – 2008) | Població del concelho de Montijo (1801 – 2008) | Població del concelho de Montijo (1801 – 2008) | Població del concelho de Montijo (1801 – 2008) | Població del concelho de Montijo (1801 – 2008) | Població del concelho de Montijo (1801 – 2008) | Població del concelho de Montijo (1801 – 2008) |
| ---------------------------------------------- | ---------------------------------------------- | ---------------------------------------------- | ---------------------------------------------- | ---------------------------------------------- | ---------------------------------------------- | ---------------------------------------------- | ---------------------------------------------- | ---------------------------------------------- | ---------------------------------------------- |
| 1801                                           | 1849                                           | 1900                                           | 1930                                           | 1960                                           | 1981                                           | 1991                                           | 2001                                           | 2004                                           | 2008                                           |
| 2676                                           | 5869                                           | 10504                                          | 14832                                          | 30217                                          | 36849                                          | 36038                                          | 39168                                          | 40466                                          | 41432                                          |

## Freguesies
- Afonsoeiro (Montijo)
- Alto Estanqueiro - Jardia
- Atalaia
- Canha
- Montijo
- Pegões
- Santo Isidro de Pegões
- Sarilhos Grandes